# Соколовецьке нафтове родовище
Соколовецьке нафтове родовище — належить до Бориславсько-Покутського нафтогазоносного району Передкарпатської нафтогазоносної області Західного нафтогазоносного регіону України.

## Опис
Розташоване у Стрийському районі Львівської області на відстані 13 км від м. Трускавець .
Знаходиться у третьому ярусі складок північно-західної частини Бориславсько-Покутської зони. Соловецька структура виявлена в 1976 р. і являє собою асиметричну антикліналь загальнокарпатського простягання. Поперечними скидо-зсувами вона розбита на 3 блоки, які ступінчасто занурюються у півд.-сх. напрямку. Загальна довжина складки 11,8, ширина — до 4 м; у межах продуктивного півд.-сх. блоку 4,7 та 3,5 км відповідно при висоті понад 600 м. 
Перший промисловий приплив нафти отримано в 1987 р. з клівських пісковиків нижньоменілітової підсвіти з інт. 5704-5797 м.
Поклад пластовий, склепінчастий, тектонічно екранований. Режим покладу пружний та розчиненого газу. Колектори — пісковики та алевроліти. Родовище знаходиться у консервації. Запаси початкові видобувні категорій А+В+С1: нафти — 380 тис. т. Густина дегазованої нафти 813 кг/м³. Вміст сірки у нафті 0,164 мас.%.